# Архиепархия Кадуны
Архиепархия Кадуны (лат. Archidioecesis Kadunaënsis) — архиепархия Римско-Католической церкви c центром в городе Кадуна, Нигерия. В митрополию Кадуны входят епархии епархии Илорина, Зариа, Кано, Кафанчана, Минны, Сокото. Кафедральным собором  архиепархии Кадуны является собор Святого Иосифа.

## История
24 августа 1911 года Святой Престол учредил апостольскую префектуру Восточной Нигерии, выделив её из апостольской префектуры Нигера (сегодня – Архиепархия Бенин-Сити). 
18 июля 1929 года апостольская префектура Восточной Нигерии была переименована в апостольскую префектуру Западной Нигерии.  
9 апреля 1934 года Римский папа Пий XI выпустил бреве "A Nobis", которой передал часть территории апостольской префектуры Западной Нигерии новой апостольской префектуре Джоса (сегодня - Архиепархия Джоса) и одновременно переименовал апостольскую префектуру Западной Нигерии в апостольскую префектуру Кадуны. 
28 апреля 1942 года апостольская префектура Кадуны передала часть своей территории для возведения новой апостольской префектуры Ниамея (сегодня - Архиепархия Ниамея).
29 июня 1953 года Римский папа Пий XII издал буллу "Magno gaudio", которой преобразовал апостольскую префектуру Кадуны в епархию и одновременно передал часть территории епархии Кадуны для возведения новой апостольской префектуры Сокото (сегодня - Епархия Сокото). В этот же день епархия Кадуны вошла в митрополию Лагоса. 
21 февраля 1955 года епархия Кадуны передала часть своей территории новой апостольской префектуре Каббы (сегодня - Епархия Локоджи). 
16 июня 1959 года Римский папа Иоанн XXIII издал буллу "Qui arcano Dei", которой возвёл епархию Кадуны в ранг архиепархии.  
10 июля 1995 года и 5 декабря 2000 года архиепархия Кадуны передала часть своей территории новым епархиям Кафанчана и Зариа. 

## Ординарии архиепархии
- епископ Joseph Oswald Timothée Waller SMA[1] (1912 — 1929);
- епископ François O’Rourke SMA (1929 — 1930);
- епископ William Thomas Porter SMA (1930 — 1933);
- епископ Thomas Hughes SMA (1934 — 1943);
- епископ John MacCarthy SMA (1943 — 1959);
- архиепископ John MacCarthy SMA (1959 — 1975);
- архиепископ Peter Yariyok Jatau (1975 — 2007);
- архиепископ Мэтью Ман-осо Ндагосо (16.11.2007 — по настоящее время).

## Источник
- Annuario Pontificio,  Libreria Editrice Vaticana, Città del Vaticano, 2003, ISBN 88-209-7422-3
- Бреве A Nobis Архивная копия от 27 марта 2010 на Wayback Machine, AAS 22 (1930), стр. 126  (лат.)
- Булла Praedecessorum Nostrorum Архивная копия от 5 октября 2018 на Wayback Machine, AAS 27 (1935), стр. 252  (лат.)
- Бреве Magno gaudio Архивная копия от 3 сентября 2013 на Wayback Machine, AAS 46 (1954), стр. 81  (лат.)
- Булла Qui arcano Dei Архивная копия от 9 апреля 2016 на Wayback Machine, AAS 52 (1960), стр. 72  (лат.)